# Tubi
Tubi é uma empresa de serviços de vídeo sob demanda com sede em São Francisco, Califórnia, Estados Unidos. Foi fundada em 2014 por Farhad Massoudi e Thomas Ahn Hicks. Está disponível nos Estados Unidos, Canadá e México.
Ele fornece conteúdo gratuito com suporte de anúncios da Paramount Pictures, da Metro-Goldwyn-Mayer e da Lionsgate. Em 2021 foi adquirido pela Fox Corporation. 

## Disponibilidade
A Tubi TV está disponível em dispositivos móveis Android e iOS, e em dispositivos OTT, como Roku, Apple TV, Chromecast, Xbox 360, Xbox One, Sony, PlayStation 4, PlayStation 3, Samsung e Amazon Fire TV, além de seu website.

## Fundos
A empresa usa uma plataforma de lances em tempo real para anunciantes para a entrega de anúncios em vídeo em várias plataformas. O ex-presidente da Fox TV, Sandy Grushow, é membro do conselho consultivo. O ex-vice-presidente do Lions Gate Entertainment, é um investidor. A empresa por trás da Tubi TV, Adrise, levantou US$ 4 milhões em capital. Os principais investidores incluem Foundation Capital, Bobby Yazdani, Zod Nazem e a Streamlined Ventures.